# Шангнак (аэропорт)
Аэропорт Шангнак (англ. Shungnak Airport), (ИАТА: SHG, ИКАО: PAGH, FAA LID: SHG) — государственный гражданский аэропорт, расположенный в населённом пункте Шангнак (Аляска), США.

## Операционная деятельность
Аэропорт Шангнак расположен на высоте 60 метров над уровнем моря и эксплуатирует одну взлётно-посадочную полосу:
- 9/27 размерами 1219 x 18 метров с гравийным покрытием.